# الطريق السريع 65 (السعودية)
الطريق السريع 65 أو طريق الرياض - القصيم - حائل - الجوف السريع هو طريق سريع في السعودية. يبدأ الطريق من تقاطعه مع الطريق السريع رقم (10) بالقرب من حوطة بني تميم ويسير باتجاه الشمال الغربي ماراً بالحائر والرياض عبر الطريق الدائري إلى أن يرتبط بطريق الرياض القصيم السريع مروراً بالمجمعة والغاط وبريدة ثم إلى الجثامية، ومن حائل وجبة إلى أبو عجرم والنبك أبو قصر وطبرجل والقريات إلى أن يصل إلى منفذ الحديثة الحدودي مع الأردن. افتتح في 30 أبريل 1986 وقد بلغت التكلفة الإجمالية للطريق حوالي 1,680 مليار ريال سعودي.

## وصف الطريق
الطريق السريع 65 (بالإنجليزية: Highway 65) هو طريق سريع رئيسي في المملكة العربية السعودية، يمتد في اتجاه الشمال-الجنوب. يبدأ الطريق من هوتة بني تميم جنوب الرياض، ويمتد في اتجاه الجنوب الشرقي-الشمال الغربي لينتهي عند الحدود الأردنية في منطقة الحديثة/العمري بالقرب من القريات. يبلغ طول الطريق 1427 كيلومترًا (887 ميلًا)، ويمر عبر المحافظات التالية: محافظة الرياض، القصيم، حائل، والجوف. يرتبط الطريق السريع 65 بالمدن التالية: الخرج عبر الطريق السريع 10، الرياض، المجمعة، بريدة، عنيزة، سكاكا عبر الطريق السريع 80، والقريات. كما أنه جزء من شبكة الطرق الدولية للمشرق العربي، ويحمل مسار 35M الرياض–بريدة–حائل–سكاكا–الحديثة/العمري–الأزرق–عمان عبر وسط شبه الجزيرة العربية.
باستثناءات طفيفة، يتكون الطريق من ثلاثة حارات مرورية في كل اتجاه، مع حارة طوارئ على كل جانب، مفصولة بحاجز وسطي وسور. جميع التقاطعات على الطريق مفصولة درجيًا، وتتكون غالبًا من تقاطعات على شكل أوراق البرسيم. يوجد العديد من مناطق الراحة على طول الطريق، بعضها يقتصر على الخدمات الأساسية مثل محطة وقود ومقهى، بينما تشمل أخرى مطاعم، فنادق، ومنافذ للوجبات السريعة. وفقًا للتشريعات الحديثة، يجب ألا يتجاوز وقت السفر بين مناطق الراحة 60 دقيقة.
يبدأ الطريق شرق هوتة بني تميم، عند تقاطع طريق الحائر–هوتة بني تميم مع الطريق السريع 10. يتجه شمالًا مرورًا بوادي موّان، ويتقاطع مع الطريق 5399 جنوب الحائر. يستمر شمالًا حتى يصل إلى الرياض، حيث يتقاطع مع الطريق الدائري الجنوبي بالقرب من حي المصانع. يتجه غرباً مع الطريق الدائري الجنوبي حتى المخرج 23 (ميدان الجزائر)، ثم يعود للتوجه شمالًا ويمر عبر وسط الرياض باسم طريق الملك فهد. هنا يتقاطع مع الطريق السريع 40 (السعودية)|تقاطعات في المملكة، المخرج 4 (ميدان الرباط). يخرج من الرياض بالقرب من بنبان ويتجه تدريجيًا شمال غربًا، مرورًا بالسدير، المجمعة، والغاط. بعد الغاط، يتجه الطريق السريع 65 غربًا ويتقاطع مع الطريق السريع 60، حيث يسيران معًا حتى بريدة، حيث يعود الطريق 65 للتوجه شمالًا بينما يستمر الطريق 60 غربًا نحو المدينة المنورة. يواصل الطريق 65 سيره شمالًا إلى محافظة حائل، مرورًا شمال مدينة حائل ويدخل صحراء النفود. وفي محافظة الجوف، يتقاطع مع الطريق السريع 80 بالقرب من سكاكا ويسيران معًا غربًا، وينفصلان بالقرب من أبو عجرم حيث يستمر الطريق 80 غربًا نحو تبوك بينما يتجه الطريق 65 شمالًا نحو القريات، وينتهي عند الحدود الأردنية في الحديثة/العمري، حيث يصبح الطريق الأردني 30. 

## وصلات خارجية
- وزارة النقل السعودية
- مسار الطريق من الرياض إلى منفذ الحديثة عبر خرائط جوجل